# Vallcebre
Vallcebre – gmina w Hiszpanii, w prowincji Barcelona, w Katalonii, o powierzchni 27,85 km². W 2011 roku gmina liczyła 274 mieszkańców.
Obejmuje dwa miasta: Vallcebre właściwe i wioskę Sant Julià de Fréixens.